# Olympische Sommerspiele 1972/Teilnehmer (Chile)
| Gelbes Symbol für Goldmedaillen mit stilisierten Olympischen Ringen | Graues Symbol für Silbermedaillen mit stilisierten Olympischen Ringen | Braundes Symbol für Bronzemedaillen mit stilisierten Olympischen Ringen |
| ------------------------------------------------------------------- | --------------------------------------------------------------------- | ----------------------------------------------------------------------- |
| —                                                                   | —                                                                     | —                                                                       |

Chile nahm an den Olympischen Sommerspielen 1972 in München mit einer Delegation von elf Sportlern (neun Männer und zwei Frauen) teil.

## Teilnehmer nach Sportarten

### Boxen
- Héctor Velásquez
Halbfliegengewicht: 9. Platz

- Martín Vargas
Fliegengewicht: 17. Platz

- Julio Medina
Weltergewicht: 17. Platz

### Leichtathletik
- Edmundo Warnke
5000 Meter: Vorläufe

- Rosa Molina
Frauen, Kugelstoßen: 17. Platz in der Qualifikation

### Reiten
- René Varas
Springreiten, Einzel: 10. Platz
Springreiten, Mannschaft: 9. Platz

- Americo Simonetti
Springreiten, Einzel: ??
Springreiten, Mannschaft: 9. Platz

- Barbara Barone
Springreiten, Mannschaft: 9. Platz

### Rudern
- Janis Rodmanis
Einer: Viertelfinale

### Schießen
- Jorge Uauy
Skeet: 17. Platz

- Antonio Yaqigi
Skeet: 32. Platz